# ドリームボーカル実用音楽学院
ドリームボーカル実用音楽学院(ハングル: 드림보컬 실용음악학원）は、韓国のソウル特別市に所在する、芸能養成施設である。

## 概要
2011年に「ドリームボーカルアカデミー木洞（モクドン）キャンパス」を、2012年に「ドリームボーカルアカデミー江南（カンナム）キャンパス」を設立した。以来、K-POPアイドルグループのメンバーや、テレビのオーディション番組に出演した候補生を、数多く輩出した。

## 出身者
おもに、公式ホームページの紹介から引用した。
- リア（ITZY）
- チャン・ウォニョン（IZ*ONE→IVE）
- ソヨン（(G)I-DLE ）
- ナヨン（gugudan）
- ジェイン（MOMOLAND）
- ジェオプ（INFACT）
- テヤン（SF9）
- ヨセプ
- ルー（NATURE）
- ジンソル（今月の少女(LOONA））
- イヴ（今月の少女）
- チュウ（今月の少女）[3]
- レナ（PRISTIN）
- ラオン（ENOi）
- ハミン（ENOi）
- ナム・ユンソン（NOIR）
- キム・ヨングク（NOIR）
- ユ・ホヨン（NOIR）
- ハン・ヘリ（I.B.I）
- タロ（熱血男児）
- Eyedi(アイディ)
- ジョンサン（A.cian(エーション)）
- ドンギュ（SPECTRUM）
- ヨウン（ARGON（アルゴン））
- ペ・ヒョンジュン（UNDER NINETEEN(オーディション番組)）[4]
- イ・ドンジュン（UNDER NINETEEN）
- キム・テウ（UNDER NINETEEN）
- ユ・ジンギョン（MIXNINE(ミックスナイン）、オーディション番組）
- ハンビョル（K-POPスター(オーディション番組)）
- ヨ・ファヌン（PRODUCE 101 ）
- パク・ウダム（PRODUCE 101）
- イ・インス（PRODUCE 101）
- ファン・リユ（PRODUCE 101）
- キム・シヒョン（PRODUCE 101）
- ペク・ジホン（fromis_9）
- ヤン・ヨンジ（アイドル学校 (オーディション番組)）